# Betty Boop's Prize Show
Betty Boop's Prize Show es un corto de animación estadounidense de 1934, de la serie de Betty Boop. Fue producido por los estudios Fleischer y distribuido por Paramount Pictures. En él aparece Betty Boop.

## Argumento
En el teatro de Slumbertown se representa la obra Triunfos de la virtud, interpretada por Betty Boop y Fred Sinmiedo. El lleno en el teatro es total. Betty es la maestra de un pueblo donde Fred es el sheriff y está avisando a la población de la presencia en los alrededores del malvado Phillip.
Cuando este aparezca por la escuela con aviesas intenciones y secuestre a Betty, Fred acudirá en su ayuda.

## Producción
Betty Boop's Prize Show es la trigésima tercera entrega de la serie de Betty Boop y fue estrenada el 19 de octubre de 1934.